# Huta Pieniacka
Huta Pieniacka (ukr. Гута Пеняцька) – wieś, obecnie nieistniejąca, położona na Ukrainie, w obwodzie lwowskim, w rejonie brodzkim, od 1919 do 1945 roku w Polsce, od grudnia 1920 w województwie tarnopolskim, w powiecie brodzkim, w gminie Pieniaki.
Huta Pieniacka leży w odległości 5 km na północny zachód od Pieniak.

## Historia
W 1875 roku we wsi znajdowała się jedyna huta szkła na terenie powiatu brodzkiego.
W latach 1927–1939 majątek leśny w Hucie Pieniackiej posiadał profesor prawa Uniwersytetu Jana Kazimierza i działacz endecki Edward Dubanowicz, wywłaszczony w 1939 przez NKWD i w 1940 deportowany do Kazachstanu.
W styczniu–lutym 1944 we wsi stacjonowali partyzanci sowieccy pod dowództwem płk. NKWD Dmitrija Miedwiediewa. 
28 lutego 1944 ściągnięte przeciw partyzantom radzieckim siły 4. Pułku Policji Schutzstaffel (SS), złożonego z ukraińskich ochotników nieprzyjętych do 14. Dywizji Grenadierów SS (SS-Galizien) pod dowództwem niemieckim, przy udziale oddziału Ukraińskiej Powstańczej Armii i oddziału paramilitarnego ukraińskich nacjonalistów pod dowództwem Włodzimierza Czerniawskiego, wymordowały polskich mieszkańców Huty Pieniackiej w odwecie za śmierć dwóch ukraińskich żołnierzy SS-Galizien w potyczce z miejscowym oddziałem samoobrony.
Od 2019 r. Instytut Pamięci Narodowej wnioskuje do strony ukraińskiej o zgodę na przeprowadzenie prac poszukiwawczych miejsca pochowania ofiar masakry z 1944 r.

## Galeria

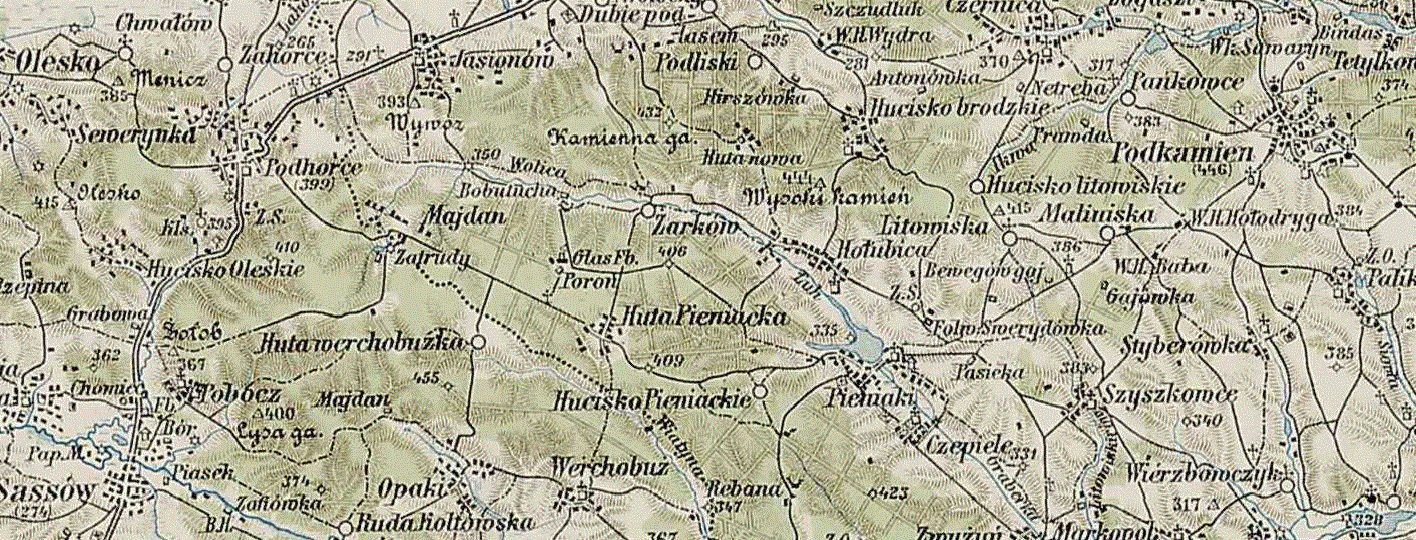
Huta Pieniacka na austro-węgierskiej mapie sprzed 1910 r.
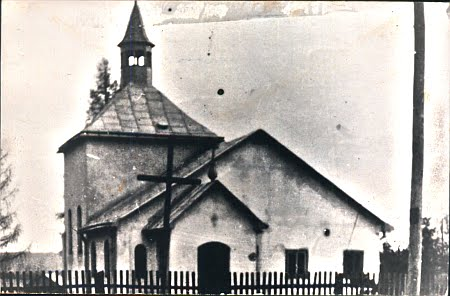
Kościół w Hucie Pieniackiej, 1930 r.
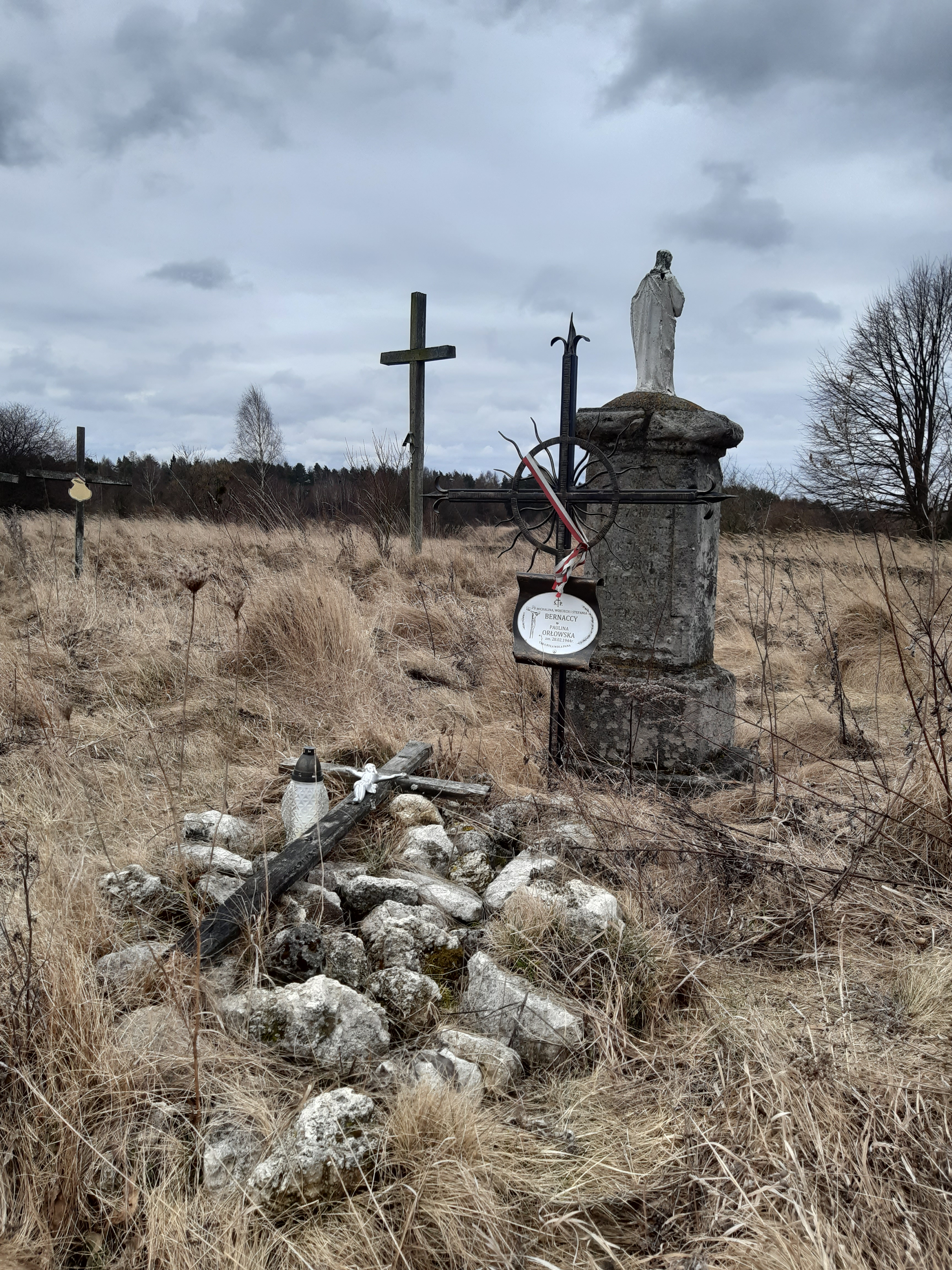
Pozostałości polskiego cmentarza w Hucie Pieniackiej
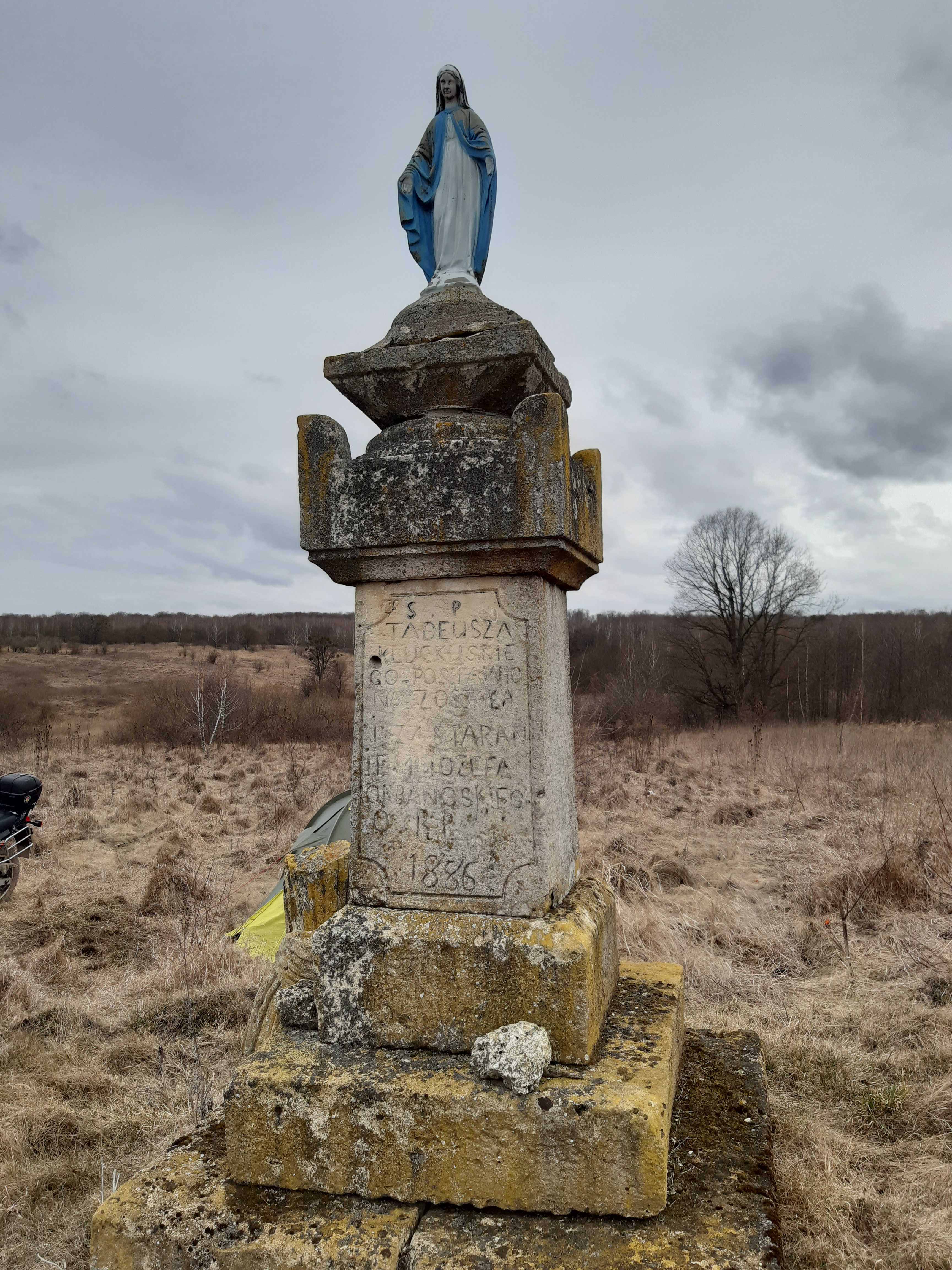
Zachowany, przedwojenny, polski nagrobek w Hucie Pieniackiej